# متقلبة منتجة للعفن
متقلبة منتجة للعفن (الاسم العلمي:Proteus myxofaciens) هي نوع من البكتيريا تتبع جنس المتقلبة من الفصيلة المورغانيلية.